# 프란코 바레시
프란키노 "프란코" 바레시, OMRI 장교장(이탈리아어: Franchino "Franco" Baresi ˈfraŋko baˈreːzi; -eːsi[*], 1960년 5월 8일, 롬바르디아 주 트라발랴토 ~)는 이탈리아의 축구 선수, 지도자이다. 그는 세리에 A의 밀란에서 현역 20년을 전부 보내며 중앙 수비수나 최후방 수비수로 활약했고, 이 중 15년을 선수단의 주장으로 활동했다. 그는 축구 역사상 최고의 수비수로 손꼽힌다. 그는 월드 사커지의 20세기를 빛낸 100명의 축구인 명단 19위에 이름을 올렸다. 그는 밀란 소속으로 3번의 챔피언스리그, 6번의 세리에 A, 4번의 수페르코파 이탈리아나, 2번의 유러피언 슈퍼컵, 그리고 2번의 인터콘티넨털컵 우승을 거두었다.
그는 이탈리아 국가대표팀 일원으로 1982년 월드컵 우승을 경험했다. 그는 1990년 월드컵에도 참가해 3위의 성적을 거두고 대회의 선수단에 이름을 올렸다. 1994년 월드컵에서는 이탈리아 선수단 주장을 맡아 결승 진출의 성과를 올렸지만, 브라질과의 결승전에서 승부차기 첫 주자로 나서서 실축하였고, 준우승에 머물렀다. 바레시는 이탈리아를 대표로 1980년과 1988년에 유럽 선수권 대회에도 2번 출전했고, 1984년 하계 올림픽에도 참가했는데, 3번 모두 준결승전까지 올라갔다.
그는 주세페 바레시의 동생인데, 밀란 1군에 전도유망한 유망주로 승격한 후, 프란코 바레시는 "꼬마"(밀라노 방언으로 Piscinin이라고 쓴다)라는 별칭으로 불렸다. 솜씨를 보이고 성과를 내면서, 바레시는 이후 전설적인 최후방 수비수 프란츠 베켄바워에 빗대어 "프란츠 황제"(Kaiser Franz)로 별명이 바뀌었다. 1999년, 그는 밀란 세기의 선수로 선정되었다. 1997년에 밀라노에서 마지막 시즌을 보낸 후, 구단은 바레시의 등번호 6번을 영구 결번으로 처리했다. 2004년, 펠레는 국제 축구 연맹 100주년 행사에서 살아 있는 가장 위대한 125명의 명단에 그의 이름을 올렸다. 바레시는 2013년에 이탈리아 축구 명예의 전당에 헌액되기도 했다.

## 유년 시절
바레시는 북부 이탈리아의 소규모 군인 트라빌랴토의 외곽의 농장에서 유년 시절을 보냈다. 그는 10세가 되기 전까지 축구를 텔레비전으로 보지 않았었다.

## 클럽 경력
밀란의 유소년부를 졸업한 바레시는 현역 시절 20년 전부를 밀란에서 보냈는데, 1978년 4월 23일, 1977-78 시즌에 17세의 나이로 세리에 A 신고식을 치렀다. 그는 앞서 형 주세페가 입단한 인테르나치오날레의 입단을 거절당했고, 그에 따라 프란코 바레시는 밀란에 입단하게 되었다. 두 형제는 세리에 A 무대에 등장한 후 각자의 구단에서 주장을 역임했고, 두 형제가 배너를 교환하는 일은 1980년대 마돈니나 더비(derby della Madonnina)의 상징적인 연례행사로 자리매김했다.
바레시는 2년차부터 주전 선수로 도약해 최후방 수비수나 중앙 수비수를 맡아 파비오 카펠로와 잔니 리베라와 한배를 타고 1978-79 시즌 구단 통산 10번째 세리에 A 우승에 일조했다.

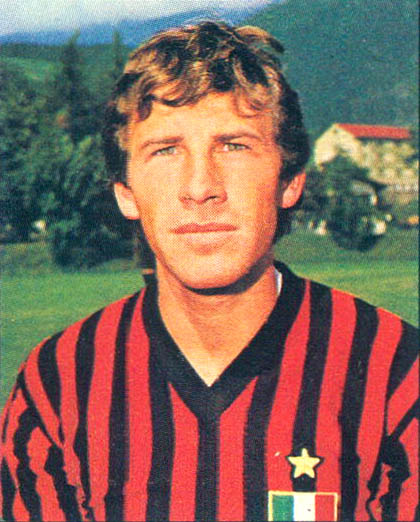
1979년, 밀란의 바레시

이 시즌에 성과를 내고도 얼마 지나지 않아 구단의 암흑기가 찾아왔는데, 밀란은 1980년대 초에 세리에 B로 2차례 강등당했다. 밀란은 1980년 승부조작 스캔들에 연루되어 1980년에 강등되었고, 1981-82 시즌에는 뒤에서 3등으로 시즌을 마무리에 직전 시즌인 1980-81 시즌에 세리에 B를 우승하고 세리에 A에 돌아온 뒤 1년 만에 강등되었다. 4위의 성적을 거둔 유로 1980와 1982년 월드컵 우승을 거둔 이탈리아 선수단 일원으로 활약하기도 했지만, 바레시는 밀란과의 의리를 지키며 1982-83 시즌에 2번째 세리에 B 우승을 이끌고 소속 구단을 다시 세리에 A로 올려놓았다. 알도 말데라와 풀비오 콜로바티가 1982년에 구단을 떠난 뒤, 바레시는 불과 22세의 나이로 밀란의 주장 완장 주인이 되었고, 이후 은퇴할 때까지 선수단의 주장을 맡아, 밀란의 상징이자 구심점으로 우뚝 섰다. 바레시는 밀란의 암흑기에 세리에 A에서 악전고투를 벌였지만, 1982년에 미트로파컵 우승을 거두었고, 1984-85 시즌에는 코파 이탈리아 결승전에 올랐다.

1980년대 말과 1990년대 초, 바레시는 파올로 말디니, 알레산드로 코스타쿠르타, 마우로 타소티, 그리고 이후에 합류한 크리스티안 파누치와 함께 아리고 사키와 파비오 카펠로 감독 휘하에 이탈리아인으로만 구성된 수비진의 핵심으로, 역대 최고로 회자되는 수비진을 구축했다. 네덜란드인 공격진 3인방 마르코 판 바스턴, 뤼트 휠릿, 프랑크 레이카르트가 1980년대 말에 합류하면서, 밀란은 1987년부터 1996년까지 국내 및 국제 무대에서 승승장구하며 황금기를 일구었고, 밀란은 로베르토 도나도니, 카를로 안첼로티, 판 바스턴, 휠릿, 레이카르트, 이후에는 데메트리오 알베르티니, 데얀 사비체비치, 즈보니미르 보반, 마르셀 드사이, 조지 웨아, 장-피에르 파팽, 브리안 라우드루프, 그리고 로베르토 바조가 합류해 동시대에 이탈리아 국내외의 거성 선수들로 채워졌다. 사키 감독의 임기에, 밀란은 1987-88 시즌 세리에 A를 우승했는데, 바레시는 밀란이 단 14실점만 허용하도록 철저히 골문을 틀어막았다. 바로 다음 시즌에는 1988년 수페르코파 이탈리아나를 우승했고, 1988-89 시즌과 1989-90 시즌에 연달아 유러피언컵을 제패하며 정점을 찍었다. 1990년 유러피언컵 결승전에서 바레시는 막강한 활약을 펼친 선수단의 주장을 맡아 밀란이 벤피카를 상대로 무실점으로 틀어막아 1-0 승리를 거두어 유럽 정상을 방어하는데 큰 공을 세웠다. 바레시는 1989년에 동료 판 바스턴에 이어 발롱도르 투표에서 2위에 올랐고, 또다른 동료 프랑크 레이카르트보다 높은 순위에 올랐으며, 1989-90 시즌 세리에 A 올해의 선수로도 선정되었다. 밀란은 1989-90 시즌에 코파 이탈리아 결승전에도 올랐다.
바레시는 파비오 카펠로 감독의 지도 하에 밀란이 세리에 A를 4번 더 우승하도록 공을 세웠는데, 1991-92 시즌, 1992-93 시즌, 그리고 1993-94 시즌은 3년 연속으로 리그를 평정했다. 바레시의 밀란은 1991-92 시즌을 무패 우승으로 끝냈고, 밀란이 이탈리아 최다 경기 무패 기록인 58경기 무패 행진을 세우는 데 큰 역할을 했다. 밀란은 그 해 74골을 넣어 득점 부문에서도 신기록을 세웠다. 1993-94 시즌, 바레시는 세리에 A에서 15실점으로 틀어막아 리그 최소 실점 기록으로 시즌을 마쳤다. 바레시는 카펠로 감독의 임기에 수페르코파 이탈리아도 1992년, 1993년, 그리고 1994년에 3년 연속 정상에 올랐다. 밀란은 1992-93 시즌, 1993-94 시즌, 그리고 1994-95 시즌에도 3년 연속으로 챔피언스리그 결승전에 올랐다. 이 중 1992-93 시즌에는 마르세유에, 1994-95 시즌은 아약스에 패해 준우승으로 시즌을 마쳤다. 바레시는 1993-94 시즌에 요한 크라위프가 이끄는 바르셀로나의 "꿈의 선수단"을 결승전에서 4-0으로 완파하고 개인 통산 3번째 유러피언컵/챔피언스리그 우승컵을 품었다. 비록 밀란은 1994년 인터콘티넨털컵, 1993년 유러피언 슈퍼컵, 1993년 인터콘티넨털컵에서 준우승을 차지했지만, 1994년 유러피언 슈퍼컵을 우승했다. 카펠로 감독 지휘 하에 바레시의 밀란은 1995-96 시즌에 1번 더 세리에 A 정상에 올랐고, 이는 바레시의 개인 통산 6번째 리그 우승이었다.
바레시는 1996-97 시즌을 끝으로 37세의 나이에 축구화를 벗었다. 그는 밀란에서 20년을 몸담으며 세리에 A를 6번, 유러피언컵/챔피언스리그를 3번(결승 진출은 5번), 인터콘티넨털컵을 2번(대회에 총 4번 참가), 유러피언 슈퍼컵을 4번(대회에 총 5번 참가), 수페르코파 이탈리아나를 4번(대회에 총 5번 참가), 세리에 B를 2번, 그리고 미트로파컵을 1번 우승했다. 그는 밀란 소속으로 31골을 넣었는데, 이 중 21골은 페널티킥으로 성공시켰고, 비록 수비수였지만, 1989-90 시즌에는 코파 이탈리아 최다 득점자로 이름을 올렸고, 아이러니하게도 코파 이탈리아는 그가 현역 시절에 들어올리지 못한 우승컵으로, 준우승만 2번 하는데 그쳤다. 그의 마지막 밀란 골은 1995년 8월 27일, 2-1로 이긴 파도바전에서 기록했다. 그의 업적을 기린 밀란은 바레시가 현역 시절에 착용했던 등번호 6번을 영구결번 처리했다. 바레시는 주장 완장을 15년 동안 찼는데, 완장은 파올로 말디니에게 물려주었다. 밀란은 1997년 10월 28일, 산 시로에서 다수의 축구 거성들이 참가한 가운데 그를 기리기 위한 행사를 진행했다.

## 국가대표팀 경력
20세의 나이로 U-21 국가대표팀에서 활약하는 와중에, 엔초 베아르초트 감독은 그와 형 주세페 둘다 유로 1980에 참가할 이탈리아의 22인 선수단 명단에 이름을 올렸다. 안방에서 열린 이 대회에서 이탈리아는 대회를 4위로 마감했다. 그러나, 그의 형과 달리 프란코 바레시는 이 대회에서 1경기도 출전하지 못했다. 유로 1980은 두 형제가 이탈리아 선수단에 동시 차출된 유일한 주요 대회이기도 했다. 22세의 바레시는 1982년 월드컵에도 이탈리아 선수단에 차출되었다. 푸른 군단(Azzurri)은 결승전에서 서독을 꺾고 통산 3번째 월드컵 우승을 거두었지만, 바레시는 이번 대회에서도 대회 내내 출전 기회를 잡지 못했다. 바레시는 1984년 하계 올림픽에 참가한 이탈리아 선수단의 일원이기도 했다. 이탈리아는 준결승전에서 브라질에, 동메달 결정전에서 유고슬라비아에 패하며 대회를 4위로 끝냈다. 바레시는 미국과의 조별 리그 경기에서 득점에 성공했다.
바레시는 1982년 12월 14일, 피렌체에서 0-0으로 비긴 루마니아와의 유로 1984 예선전 경기에서 첫 성인 국가대표팀 경기에 출전했다. 그러나, 이탈리아는 이 대회 본선 진출에 실패했다.
엔초 베아르초트 감독은 바레시를 수비수라기보다는 미드필더로 간주하면서 1986년 월드컵에 참가할 이탈리아 선수단에 배제시켰다.(단 그의 형 주세페와 동료 로베르토 트리첼라는 월드컵에 참가할 수비수로 승선했다). 그는 유로 1988에서 국가대표팀에 복귀해 아첼리오 비치니호의 이탈리아 선수단이 준결승전에 올라가는데 일조했고, 부동의 주전으로서 모든 경기에 출전했다. 그는 안방에서 열린 1990년에 처음으로 월드컵 본선 경기에 출전했고, 모든 경기에서 이탈리아의 중앙 수비를 맡아 3위의 성적에 일조했다. 이탈리아는 전 대회 우승을 거둔 아르헨티나와의 준결승전에서 승부차기 끝에 무릎을 꿇었다. 바레시는 이탈리아가 이 대회에서 5경기 연속 무실점을 기록하는데 일조했고, 단 2골만을 내주었고, 아르헨티나와의 준결승전에서 동점골을 헌납할 때까지 518분 동안 실점을 내주지 않아 월드컵 신기록을 세웠다. 그는 이 대회에서의 맹활약으로 1990년 월드컵 대회의 선수단에 이름을 올렸다.

주세페 베르고미를 대신해 1994년 월드컵에서 주장을 맡은 바레시는 밀란의 전 감독 아리고 사키의 지도 하해 출전했지만, 1-0으로 이긴 노르웨이와의 2차 조별 리그 경기에 출전해 반월판 부상을 당해 그리 많은 경기를 출전하지 못했다. 그는 25일 만에 선수단에 복귀해 결승전에 돌아왔고, 훌륭한 수비를 선보이며, 이탈리아는 비록 밀란 동료인 알레산드로 코스타쿠르타와 마우로 타소티가 빠진 상황이었지만 브라질을 무실점으로 막는데 일조했다. 연장전 끝에 0-0으로 양측 모두 무득점으로 침묵한 가운데, 경기는 승부차기로 이어졌고, 피로와 경련에도 투혼을 벌이던 바레시는 1번 주자로 나서서 실축했다. 이후 다니엘레 마사로와 로베르토 바조가 실축하면서 브라질은 이탈리아를 승부차기 끝에 이기고 4번째 우승을 거두었다.
월드컵 결승전에서 석패한 후, 바레시는 이탈리아 국가대표팀 경기에 1번 더 출전했는데, 1994년 9월 7일, 1-1로 비긴 슬로베니아와의 유로 1996 예선전에 출전했다. 바레시는 이후 34세의 나이로 국가대표팀 은퇴를 선언했고, 주장 완장을 밀란 동료인 파올로 말디니에게 넘겼다. 바레시는 이탈리아 국가대표팀 경기에 81번 출전해 소련과의 친선경기에서 1골 넣었고, 그는 7명밖에 되지 않는 월드컵에서 우승, 준우승, 그리고 3위를 모두 경험한 선수 목록에 자신의 이름을 올렸다.

## 경기 방식
바레시는 역대 최고의 수비수로 손꼽힌다. 그는 현역 시절 20년을 전부 밀란에 헌신하여 구단의 전설로 남았다. 그는 밀란에서 파올로 말디니, 알레산드로 코스타쿠르타, 마우로 타소티, 필리포 갈리, 그리고 나중에 합류한 크리스티안 파누치와 함께 역대 최고의 수비진을 구축했다. 그는 꾸준한 완전체형 수비수로 힘과 우아함을 겸비하였으며, 주력, 강인함, 끈질김, 집중력, 그리고 체력의 경이로운 체격 및 정신적 역량을 지녀, 수비수 치고는 작은 키에도 불구하고 공중 경합에서도 우위를 점했다.

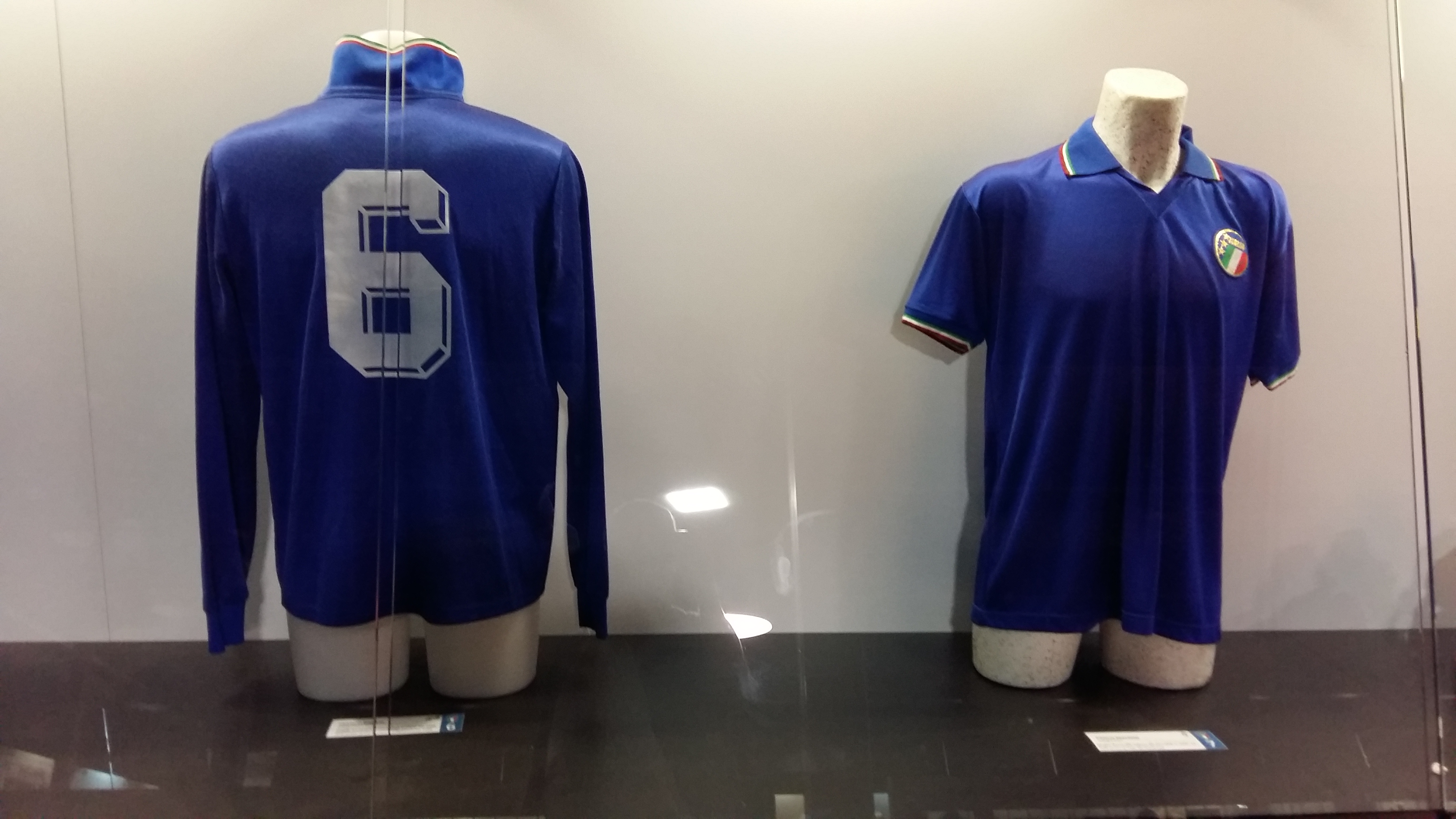
2018년 9월, 산 시로 박물관에 전시된 바레시(6번)와 파올로 말디니의 이탈리아 유니폼

비록 바레시는 어느 수비 역할이든 수행 가능했지만,  수비적 역량과 경기를 읽는 역량, 넓은 시야, 기술력, 공 배급 및 공다루기 등의 능력을 모두 선보일 수 있는 중앙 수비수나 최후방 수비수를 주로 맡았다. 이러한 역량을 통해, 그는 지역 방어 체계에서 두각을 나타내 높은 수비진을 이용해 오프사이드 함정을 구사했는데, 특히 사키 감독 시절의 밀란에서 그 능력을 여과없이 선보였다. 또한 바레시는 오프사이드 함정을 구사할 때 부심이 잘 볼 수 있도록 팔을 높이 올리곤 했던 것으로도 알려졌다. 바레시는 다양한 공넘김 방식, 기술적 역량, 공 제어력을 통해 중원으로 전진해 공격을 후방에서 전개토록 해, 보조 플레이메이커로 활약하며, 유사시 수비형이나 중앙 미드필더로도 뛰었다. 수비수임에도 불구하고, 그는 페널티킥을 정확히 처리한 것으로도 회자된다. 바레시는 강하고 정확히 견제를 해 공을 회수하고, 전술적 지능, 사고의 속도, 견제 능력, 그리고 위치 선정을 앞세워 앞의 일을 내다보며 공을 잘 가로챘다. 유망주 시절부터 조숙하게 재능을 뽑냈던 바레시는 현역 시절 내내, 프로 정신, 선수로서의 열정, 오랜 활동, 그리고 훈련에서의 자제력은 물론 특출한 지도자적 역량, 경기장에서의 강력한 존재감, 그리고 조직력으로써 독보적으로 우뚝 섰다. 그 외에도, 그는 밀란과 이탈리아 국가대표팀 주장을 모두 맡았었다.
바레시는 리카르도 페리와 함께 세리에 A 역사상 공동 최다 자책골 기록 선수이기도 한데, 8번 아군의 골망을 흔들었다.

## 감독 경력
2002년 6월 1일, 바레시는 풀럼의 단장으로 공식 취임했지만, 바레시와 장 티가나 풀럼 감독 간 갈등의 골이 깊어지면서 8월에 사표를 제출했다.
그는 이후 밀란의 유소년부(Primavera) U-20 부서를 맡았다. 2006년, 그는 U-19 부서인 청년부로 옮겼고, 유소년부 후임 감독은 전 동료였던 필리포 갈리가 차지했다. 그는 감독일을 그만두고 로베르토 베르투초에게 자리를 내주었다.

## 사생활
프란코 바레시는 인테르나치오날레의 전설적인 수비수 주세페 바레시의 동생이다. 그래서 프란코 바레시는 유망주 시절에 형과 함께 인테르나치오날레 입단 시험을 보았지만 낙방했고, 결국 같은 연고지의 경쟁 구단인 밀란이 그를 영입했다. 그는 프란코보다 연하였기 때문에 처음에는 바레시 2호(Baresi II)로 불렸다. 그러나, 프란코가 현역 시절을 거쳐 더 큰 성공을 거두고 유명세를 타면서, 형 주세페의 명성을 추월했고, 이후 주세페 바레시가 나름대로 큰 성공을 거두었지만 또다른 바레시(L'Altro Baresi)로 수식되었다.

## 매체
바레시는 EA 스포츠의 축구 전자 오락 FIFA 14의 다국적 거성들로 구성된 고전 선수단 일원으로 같은 국적의 브루노 콘티, 잔니 리베라, 그리고 자친토 파케티와 함께 등장한다. 그는 FIFA 15에서도 궁국의 전설 선수단으로 등장한다.

## 경력 통계

### 클럽
| 구단      | 시즌      | 리그      | 리그 | 리그 | 코파 이탈리아 | 코파 이탈리아 | 유럽 축구 연맹 | 유럽 축구 연맹 | 기타 | 기타 | 합계 | 합계 |
| 구단      | 시즌      | 리그명    | 출장 | 골   | 출장          | 골            | 출장           | 골             | 출장 | 골   | 출장 | 골   |
| --------- | --------- | --------- | ---- | ---- | ------------- | ------------- | -------------- | -------------- | ---- | ---- | ---- | ---- |
| 밀란      | 1977–78   | 세리에 A  | 1    | 0    | 2             | 0             | –              | –              | –    | –    | 3    | 0    |
| 밀란      | 1978–79   | 세리에 A  | 30   | 0    | 4             | 0             | 6              | 0              | –    | –    | 40   | 0    |
| 밀란      | 1979–80   | 세리에 A  | 28   | 0    | 6             | 0             | 1              | 0              | –    | –    | 35   | 0    |
| 밀란      | 1980–81   | 세리에 B  | 31   | 0    | 4             | 1             | 0              | 0              | –    | –    | 35   | 1    |
| 밀란      | 1981–82   | 세리에 A  | 18   | 2    | 4             | 0             | –              | –              | 3    | 2    | 25   | 4    |
| 밀란      | 1982–83   | 세리에 B  | 30   | 4    | 9             | 2             | –              | –              | –    | –    | 39   | 6    |
| 밀란      | 1983–84   | 세리에 A  | 21   | 3    | 9             | 2             | –              | –              | –    | –    | 30   | 5    |
| 밀란      | 1984–85   | 세리에 A  | 26   | 0    | 10            | 0             | –              | –              | –    | –    | 36   | 0    |
| 밀란      | 1985–86   | 세리에 A  | 20   | 0    | 4             | 0             | 3              | 0              | 3    | 0    | 30   | 0    |
| 밀란      | 1986–87   | 세리에 A  | 29   | 2    | 6             | 3             | –              | –              | –    | –    | 35   | 5    |
| 밀란      | 1987–88   | 세리에 A  | 27   | 1    | 6             | 0             | 3              | 0              | –    | –    | 36   | 1    |
| 밀란      | 1988–89   | 세리에 A  | 33   | 2    | 8             | 2             | 8              | 0              | 1    | 0    | 50   | 4    |
| 밀란      | 1989–90   | 세리에 A  | 30   | 1    | 7             | 4             | 8              | 0              | 1    | 0    | 46   | 5    |
| 밀란      | 1990–91   | 세리에 A  | 31   | 0    | 1             | 0             | 5              | 0              | 1    | 0    | 38   | 0    |
| 밀란      | 1991–92   | 세리에 A  | 33   | 0    | 6             | 1             | –              | –              | –    | –    | 39   | 1    |
| 밀란      | 1992–93   | 세리에 A  | 29   | 0    | 7             | 0             | 8              | 0              | 1    | 0    | 45   | 0    |
| 밀란      | 1993–94   | 세리에 A  | 31   | 0    | 0             | 0             | 11             | 0              | 2    | 0    | 44   | 0    |
| 밀란      | 1994–95   | 세리에 A  | 28   | 0    | 0             | 0             | 13             | 0              | 2    | 0    | 43   | 0    |
| 밀란      | 1995–96   | 세리에 A  | 30   | 1    | 3             | 0             | 7              | 0              | –    | –    | 40   | 1    |
| 밀란      | 1996–97   | 세리에 A  | 26   | 0    | 1             | 0             | 2              | 0              | 1    | 0    | 30   | 1    |
| 경력 합계 | 경력 합계 | 경력 합계 | 532  | 16   | 97            | 15            | 75             | 0              | 15   | 2    | 719  | 33   |

### 국가대표팀
| 국가대표팀 | 연도 | 출장 | 골 |
| ---------- | ---- | ---- | -- |
| 이탈리아   | 1982 | 1    | 0  |
| 이탈리아   | 1983 | 3    | 0  |
| 이탈리아   | 1984 | 5    | 0  |
| 이탈리아   | 1985 | 0    | 0  |
| 이탈리아   | 1986 | 3    | 0  |
| 이탈리아   | 1987 | 5    | 0  |
| 이탈리아   | 1988 | 11   | 1  |
| 이탈리아   | 1989 | 10   | 0  |
| 이탈리아   | 1990 | 11   | 0  |
| 이탈리아   | 1991 | 9    | 0  |
| 이탈리아   | 1992 | 7    | 0  |
| 이탈리아   | 1993 | 7    | 0  |
| 이탈리아   | 1994 | 9    | 0  |
| 합계       | 합계 | 81   | 1  |

### 국가대표팀 득점 기록
아래의 점수에서 왼쪽의 점수가 이탈리아의 득점이며, 득점 열은 바레시의 득점 상황의 점수를 나타낸다.
| # | 날짜            | 장소                        | 상대 | 점수 | 최종결과 | 대회     |
| - | --------------- | --------------------------- | ---- | ---- | -------- | -------- |
| 1 | 1988년 2월 20일 | 이탈리아 바리 델라 비토리아 | 소련 | 1–0  | 4–1      | 친선경기 |

## 수상
밀란
- 세리에 A: 1978–79, 1987–88, 1991–92, 1992–93, 1993–94, 1995–96
- 세리에 B: 1980–81, 1982–83
- 수페르코파 이탈리아나: 1988, 1992, 1993, 1994
- 유러피언컵 / 챔피언스리그: 1988–89, 1989–90, 1993–94
- 유러피언 슈퍼컵: 1990, 1994
- 인터콘티넨털컵: 1989, 1990

이탈리아
- 월드컵
  - 우승: 1982
  - 준우승: 1994
  - 3위: 1990

개인
- 발롱도르 2위: 1989[27]
- 코파 이탈리아 득점왕: 1989–90[39]
- 구에린 금상: 1989–90[40]
- 월드컵 대회의 선수단: 1990[41]
- 가에타노 시레아 경력모범상: 1994[42]
- 월드 사커 20세기를 빛낸 100명의 선수 19위: 1999[43]
- 밀란 세기의 선수: 1999[44]
- 이탈리아 선수협회 세리에 A 세기의 선수: 2000[45]
- FIFA 100: 2004[46]
- 유럽 축구 연맹 50주년 여론 조사 17위: 2004[47]
- 밀란 명예의 전당[7]
- 스포츠 영화 텔레비전 국제 연맹(FICTS) 명예의 전당 명예 화륜
- 골든 풋: 2012 ("축구 전설상" 부문)[48]
- 이탈리아 축구 명예의 전당: 2013[49]
- 발롱도르 꿈의 선수단 은상: 2020[50]
- 국제축구역사통계연맹 역대 남자부 꿈의 선수단: 2021[51]

상훈
-  이탈리아 공화국 공로장 4등급 / 장교장: 1991

## 같이 보기
- 원클럽맨 명단

## 참고
1. ↑  다음 출처 참고[10][11][12][13][14][15][16][17]
2. ↑  챔피언스리그, UEFA컵, 그리고 유러피언 슈퍼컵 출장 경기 기록 포함